# Cantone di Sainte-Geneviève-sur-Argence
Il Cantone di Sainte-Geneviève-sur-Argence era una divisione amministrativa dell'arrondissement di Rodez.
A seguito della riforma approvata con decreto del 21 febbraio 2014, che ha avuto attuazione dopo le elezioni dipartimentali del 2015, è stato soppresso.

## Composizione
Comprendeva i comuni di:
- Alpuech
- Cantoin
- Graissac
- Lacalm
- Sainte-Geneviève-sur-Argence
- La Terrisse
- Vitrac-en-Viadène